# پارک ملی خلیج بوتنیان
پارک ملی خلیج بوتنیان (فنلاندی: Perämeren kansallispuisto سوئدی: Bottenvikens nationalpark) یک پارک ملی در لاپلند فنلاند است.
مساحت این پارک که در سال ۱۹۹۱ تأسیس شد، ۱۵۷ کیلومتر مربع (۶۱ مایل مربع) است که ۲٫۵ کیلومتر مربع (۰٫۹۷ مایل مربع) آن زمین است. این پارک توسط شرکت دولتی متسه‌هالیتوس نگه‌داری می‌شود.
جزایر این منطقه در اثر برخاست پسایخچالی ایجاد شده و چشم‌انداز آن هنوز در حال تغییر است. همچنین بسیاری از پایگاه‌های ماهی‌گیری سنتی در آن وجود دارد.
این پارک ملی با قایق قابل دسترسی است، اگرچه بازدید از آن تنها برای قایق‌رانان باتجربه توصیه می‌شود.